# Attention (песня Вилии Матачюнайте)
«Attention» (Внимание) — песня в исполнении литовской певицы Вилии Матачюнайте, с которой она представила Литву на конкурсе песни «Евровидение 2014».
Исполнитель для песни был выбран 1 марта 2014 года путём национального отбора, который позволил Вилии представить свою страну на международном конкурсе песни «Евровидение 2014», который прошёл в Копенгагене, Дания.